# Deon Lendore
Deon Kristofer Lendore (* 28. Oktober 1992 in Mount Hope, Tunapuna-Piarco; † 10. Januar 2022 im Milam County, Texas, Vereinigte Staaten) war ein Leichtathlet aus Trinidad und Tobago, der sich auf den 400-Meter-Lauf spezialisiert hatte.

## Sportliche Laufbahn
Erste internationale Erfahrungen sammelte Deon Lendore bei den CARIFTA-Games 2008 in Basseterre, bei denen er den vierten Platz über 400 Meter belegte und mit der Staffel die Silbermedaille hinter Jamaika gewann. 2009 nahm er an den Jugendweltmeisterschaften in Brixen teil und erreichte dort das Halbfinale. Zudem belegte er mit der Sprintstaffel (1000 Meter) im Finale Platz fünf. Bei den Panamerikanischenjuniorenmeisterschaften in Port of Spain schied er im Einzelbewerb in der ersten Runde aus. 2010 gewann er bei den CARIFTA-Games in George Town die Silbermedaille im Einzelbewerb sowie Bronze mit der Staffel. Anschließend gewann er bei den Zentralamerika- und Karibikjuniorenmeisterschaften in Santo Domingo die Bronzemedaille im Einzel und Gold mit der Staffel. Damit qualifizierte er sich für die Juniorenweltmeisterschaften in Moncton, bei denen er das Halbfinale im 400-Meter-Lauf erreichte und mit der trinidadisch-tobagischen Stafette mit 3:10,87 min in der ersten Runde ausschied.
2011 gewann er Bronze im Einzel bei den CARIFTA-Games in Montego Bay sowie Gold mit der Staffel. Anschließend wurde er panamerikanischer Vizejuniorenmeister bei den Meisterschaften in Miramar hinter dem US-Amerikaner Joshua Mance. Mit der Staffel sicherte sich die Mannschaft aus Trinidad und Tobago ebenfalls Silber hinter den Vereinigten Staaten, wie auch bei den Zentralamerika- und Karibikmeisterschaften in Mayagüez, bei denen sich die Staffel nur den Bahamaiern geschlagen geben musste. Die Staffel qualifizierte sich damit auch für die Weltmeisterschaften in Daegu, bei denen sie mit 3:02,47 min im Vorlauf ausschieden. Bei den Olympischen Spielen 2012 in London schied er mit 45,81 s im Vorlauf über 400 Meter aus. In der 4-mal-400-Meter-Staffel gewann er mit der trinidadischen Mannschaft in neuem Landesrekord von 2:59,40 min im Finale die Bronzemedaille hinter den Bahamas und den Vereinigten Staaten.
2013 erreichte er bei den Weltmeisterschaften in Moskau das Halbfinale und schied mit der Staffel in 3:00,48 min im Vorlauf aus. Bei den Weltmeisterschaften 2015 in Peking gewann er mit der 4-mal-400-Meter-Staffel seines Landes mit neuem Landesrekord von 2:58,20 min im Finale die Silbermedaille hinter der Mannschaft aus den USA. 2016 qualifizierte er sich zum ersten Mal für die Hallenweltmeisterschaften in Portland und gewann dort in 46,17 s die Bronzemedaille im 400-Meter-Lauf sowie in 3:05,51 min ebenfalls Bronze mit der Staffel. Während der Freiluftsaison qualifizierte er sich erneut für die Olympischen Spiele in Rio de Janeiro, bei denen er im Einzelbewerb mit 46,15 s in der ersten Runde ausschied und mit der Staffel im Vorlauf wegen einer Bahnübertretung disqualifiziert wurde.
2017 nahm er im Vorlauf der World Relays auf den Bahamas teil, bei der die Staffel im Finale den vierten Platz erreichte. 2018 gewann er bei den Hallenweltmeisterschaften in Birmingham in 46,37 s erneut die Bronzemedaille über 400 Meter und belegte mit der Staffel in 3:02,52 min den vierten Platz. Anschließend nahm er mit der Staffel zum ersten Mal an den Commonwealth Games im australischen Gold Coast teil und belegte dort mit 3:02,85 min im Finale den vierten Platz.
Bei den IAAF World Relays 2019 in Yokohama gewann er gemeinsam mit Jereem Richards, Asa Guevara und Machel Cedenio überraschend den Titel in der 4-mal-400-Meter-Staffel. Anschließend gewann er bei den Panamerikanischen Spielen in Lima in 3:02,25 min gemeinsam mit Dwight St. Hillaire, Jereem Richards und Machel Cedenio die Bronzemedaille hinter den Teams aus Kolumbien und den Vereinigten Staaten. Im Herbst belegte er bei den Weltmeisterschaften in Doha in 3:00,74 min den fünften Platz mit der Staffel. 2021 wurde er beim Bauhaus-Galan in 44,73 s Zweiter und erreichte anschließend bei den Olympischen Sommerspielen in Tokio das Halbfinale über 400 m, in dem er mit 44,93 s ausschied. Zudem belegte er im Staffelbewerb in 3:00,85 min den achten Platz.
2013 und 2018 wurde Lendore trinidadisch-tobagischer Meister im 400-Meter-Lauf sowie 2012 mit der 4-mal-400-Meter-Staffel. Er war Student an der Texas A&M University.
Lendore starb am 10. Januar 2022 im Alter von 29 Jahren bei einem Verkehrsunfall auf einer Landstraße im Milam County in Texas.

## Persönliche Bestzeiten
- 200 Meter: 20,49 s (+1,4 m/s), 19. März 2021 in Tucson
  - 200 Meter (Halle): 20,68 s, 8. Februar 2014 in College Station
- 400 Meter: 44,36 s, 18. Mai 2014 in Lexington
  - 400 Meter (Halle): 45,03 s, 1. März 2014 in College Station (trinidadisch-tobagischer Rekord)